# Frederick Cayley Robinson

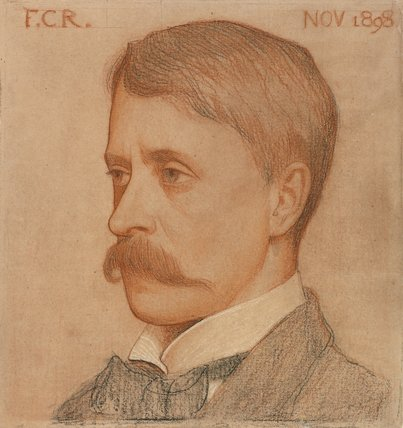
Frederick Robinson, zelfportret, 1903

Frederick Cayley Robinson (Brentford, 18 augustus 1862 – Londen, 4 januari 1927) was een Engels kunstschilder en illustrator. Hij wordt wel gerekend tot het symbolisme.

## Leven en werk
Robinson was de zoon van een effectenmakelaar en studeerde aan de St John's Wood Academy, the Royal Academy of Arts en tussen 1890 en 1892 aan de Académie Julian te Parijs.
Robinson werd beïnvloed door Edward Burne-Jones en Pierre Puvis de Chavannes en schilderde in een symbolistische stijl. Hij werkte veel in tempera en waterverf. Vaak koos hij voor idyllische en huiselijke onderwerpen. Na een reis naar Italië (Florence) schakelde hij nadrukkelijker over op een decoratieve stijl van werken. Brede bekendheid verkreeg hij met zijn serie schilderijen getiteld "Acts of Mercy" voor het Middlesex Hospital (1915-1920). Hij was lid van de Society of Painters in Tempera, de New English Art Club en de Royal Watercolour Society.
In het najaar van 2010 organiseerde de National Gallery te Londen een bijzondere tentoonstelling over zijn werk. Werk van hem is verder onder meer te zien in Tate Gallery en Leeds City Art Gallery.

## Galerij

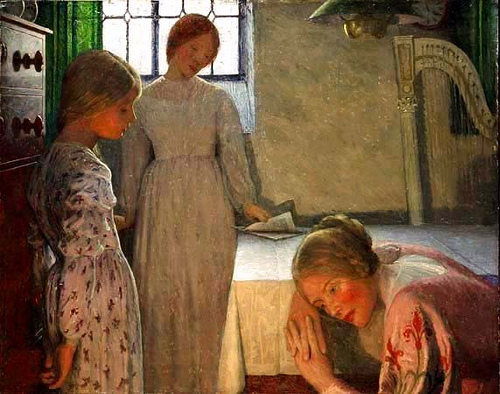
A Winter Evening
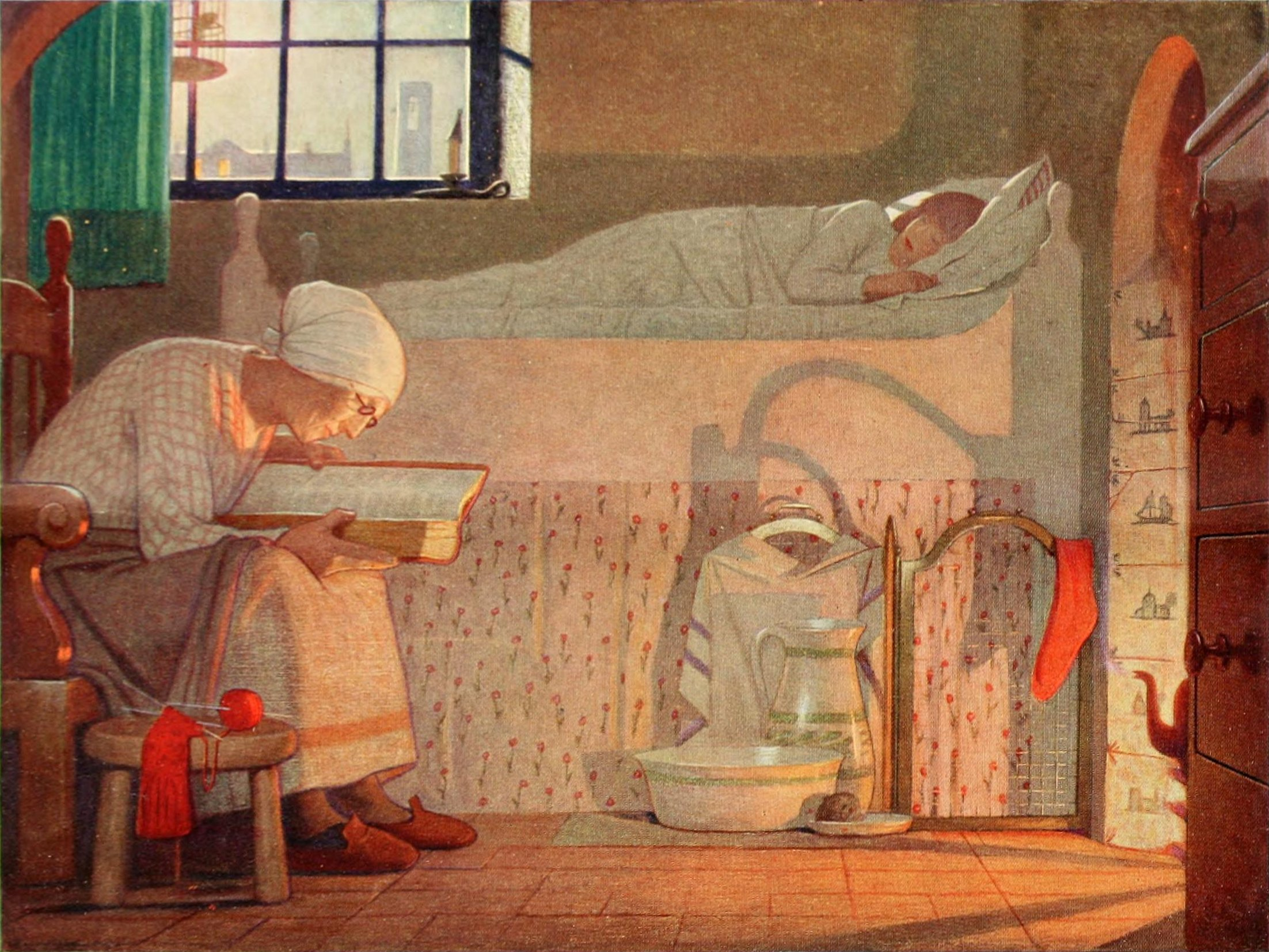
The Word
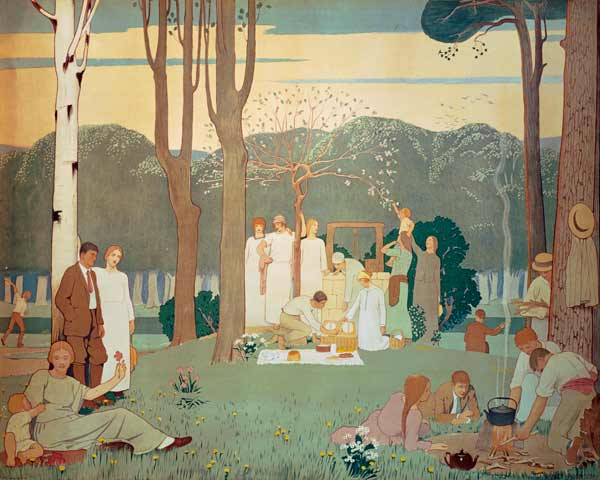
The Picnic
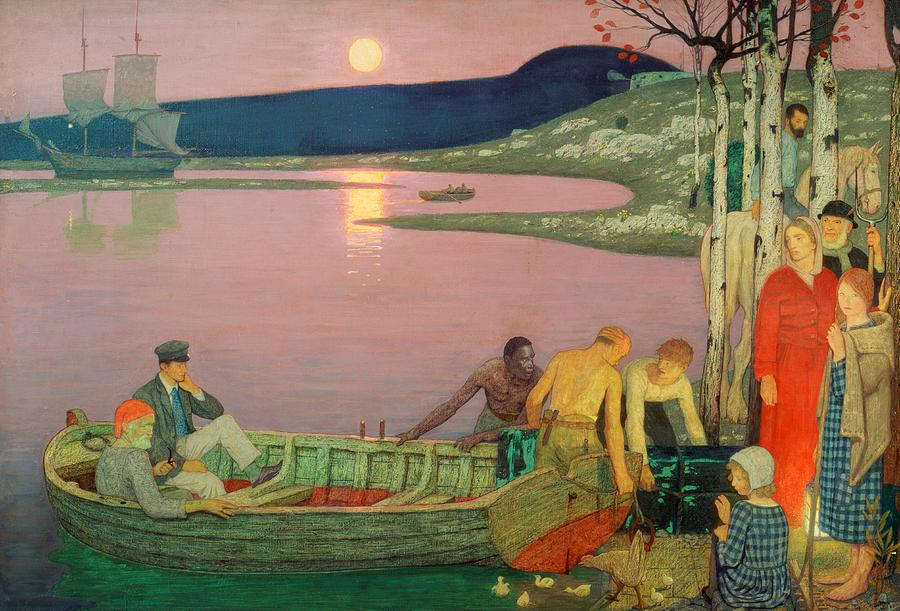
The Call of the Sea
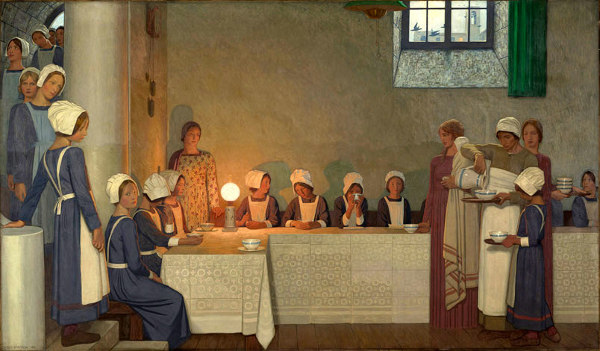
Acts of Mercy: Orphans I
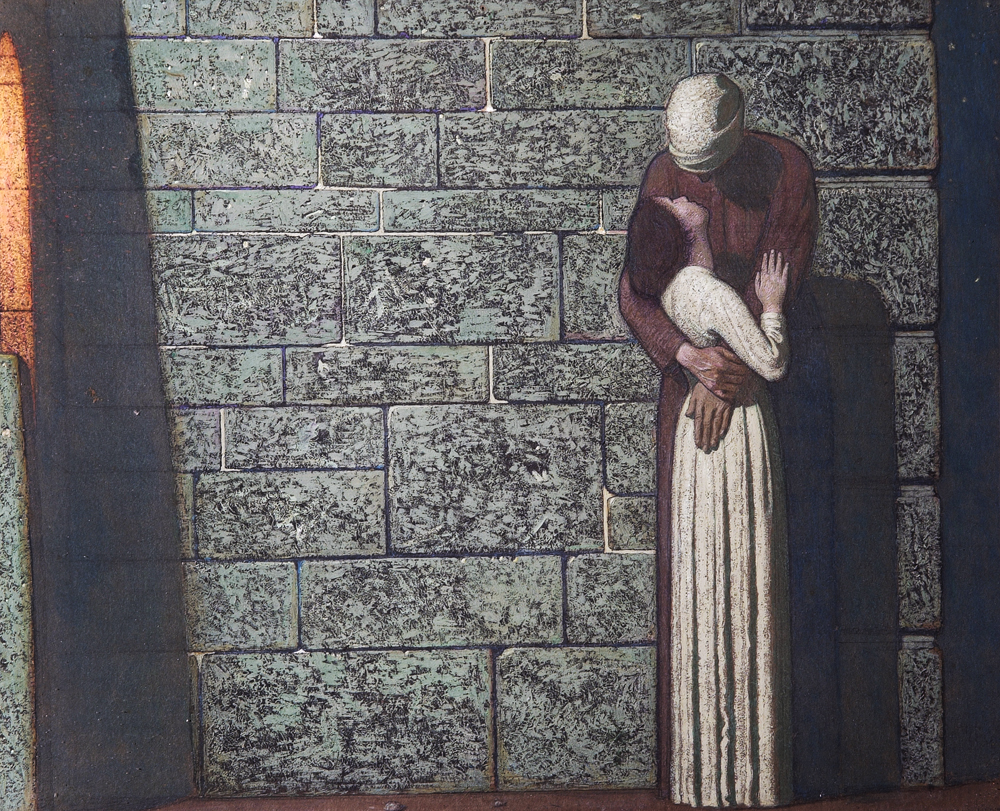
The Farewell
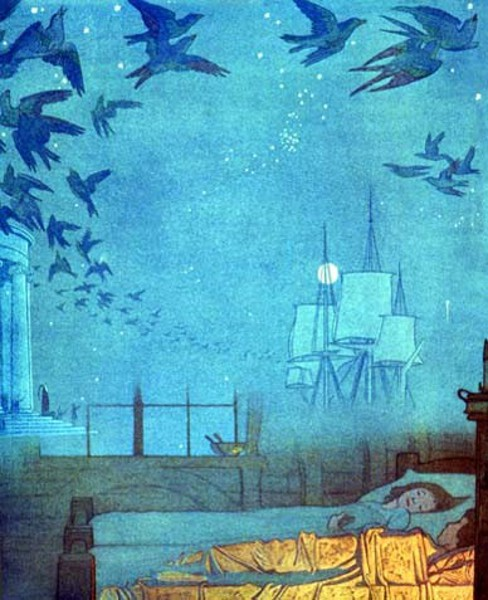
The Bleu Bird: Dreamships (illustratie)
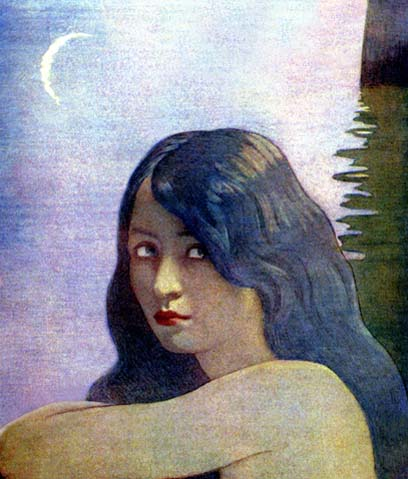
Moonlit Lake
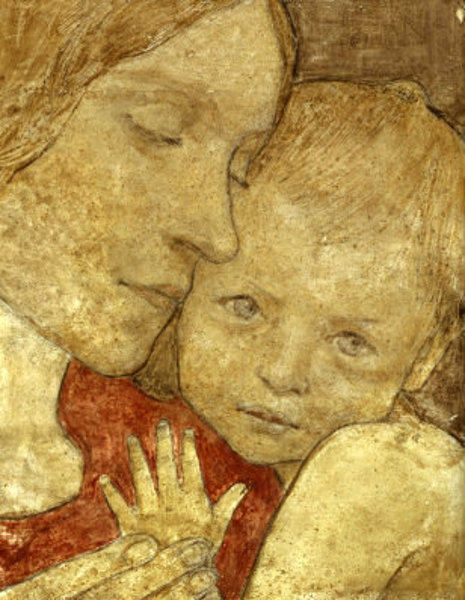
Childhood (in tempera)
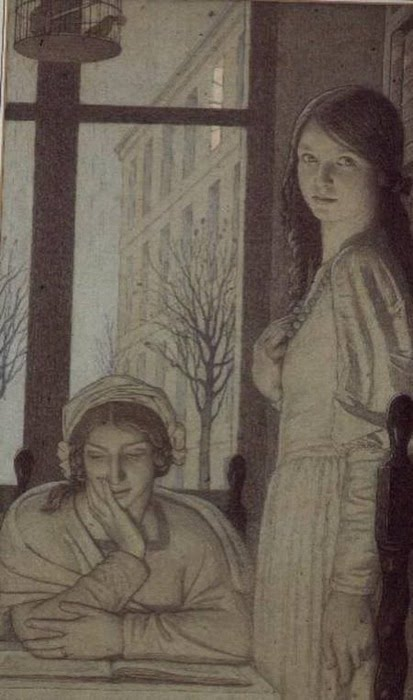
Interior Evening